# Jafre (kommunhuvudort)
Jafre är en kommunhuvudort i Spanien.   Den ligger i provinsen Província de Girona och regionen Katalonien, i den östra delen av landet, 600 km öster om huvudstaden Madrid. Jafre ligger 41 meter över havet och antalet invånare är 368.
Terrängen runt Jafre är platt, och sluttar österut. Runt Jafre är det ganska glesbefolkat, med 50 invånare per kvadratkilometer. Närmaste större samhälle är Girona, 18,2 km sydväst om Jafre. Trakten runt Jafre består till största delen av jordbruksmark.